# 慕俄格古城街道
慕俄格古城街道，是中华人民共和国贵州省毕节市大方县下辖的一个街道办事处。
2013年5月9日，贵州省人民政府批复同意撤销大方镇，以原大方镇陡坡村、关井村、凉井村、北郊社区、云龙村、南郊社区，羊场镇陇公村、穿岩村等8个村（社区）地域为慕俄格古城街道办事处的行政区域，办事处驻云龙村。

## 行政区划
慕俄格古城街道下辖以下地区：
南郊社区、北郊社区、陡坡村、关井村、凉井村、云龙村、穿岩村和陇公村。